# FC Callatis Mangalia
El FC Callatis Mangalia es un club de fútbol rumano de la ciudad de Mangalia, fundado en 1963. El equipo disputa sus partidos como local en el Stadionul Central y juega en la Liga II.

## Palmarés
Liga III:
- Campeón (5): 1983–84, 1987–88, 1989–90, 1998–99, 2010–11
- Subcampeón (1): 2001–02